# Boombox (álbum de Kylie Minogue)
Boombox: The Remix Album 2000-2008 (Boombox: Kylie's Remixes 2000-2009 en Japón) es un álbum de remezclas de la cantante pop australiana Kylie Minogue. Fue editado por el sello Parlophone Records el 5 de enero de 2009. El álbum contiene remixes producidos por varios El 11 de diciembre de 2008, se anunció que el álbum sería lanzado en los Estados Unidos, coincidiendo con la nominación de Kylie Minogue a los Premios Grammy de 2009.

## Lista de canciones

### Edición estándar
1. "Can't Get You Out of My Head" (Bootleg with New Order)
2. "Spinning Around" (7th District Club Mental Mix)
3. "Wow" (Death Metal Diva Scene Mix)
4. "Love at First Sight" (Kid Crème Vocal Dub)
5. "Slow" (Chemical Brothers Mix)
6. "Come Into My World" (Fischerspooner Mix)
7. "Red Blooded Woman" (Whitey Mix)
8. "I Believe in You" (Mylo Mix)
9. "In Your Eyes" (Knuckleheadz Mix)
10. "2 Hearts" (Mark Brown's Pacha Ibiza Upper Terrace Mix)
11. "On a Night Like This" (Bini & Martini Mix)
12. "Giving You Up" (Ritron Re-Rub Vocal Mix)
13. "In My Arms" (Sébastien Léger Vocal Mix)
14. "The One" (Britrocka Remix)
15. "Your Disco Needs You" (Casino mix)
16. "Boombox" (LA Riots remix)

Bonus Tracks edición japonesa
1. "All I See" (featuring Mims)
2. "Wow" (CSS Remix)
3. "Can't Get You Out Of My Head" (Greg Kurstin Mix)

Bonus Tracks edición digital
1. "Can't Get You out Of My Head" (Greg Kurstin 2007 Mix)
2. "Butterfly" (Mark Picchiotti Sandstorm dub)

### Edición Internacional Digital Deluxe
Disco 1
1. "Can't Get Blue Monday Out Of My Head" (Bootleg with New Order) – 4:05
2. "Spinning Around" (7th District Club Mental Mix) – 4:09
3. "Wow" (Death Metal Disco Scene Mix) – 4:01
4. "Love at First Sight" (Kid Crème Vocal Dub) – 3:41
5. "Slow" (Chemical Brothers Mix) – 7:14
6. "Come Into my World" (Fischerspooner Mix) – 4:18
7. "Red Blooded Woman" (Whitey Mix) – 3:36
8. "I Believe in You" (Mylo Mix) – 3:24
9. "In Your Eyes" (Knuckleheadz Mix) – 3:48
10. "2 Hearts" (Mark Brown's Pacha Ibiza Upper Terrace Mix) – 4:20
11. "On a Night Like This" (Bini & Martini Mix) – 4:04
12. "Giving You Up" (Riton Re-Rub Vocal Mix) – 4:13
13. "In my Arms" (Sébastien Léger Vocal Mix) – 3:49
14. "The One" (Bitrocka remix) – 4:43
15. "Your Disco Needs You" (Casino Mix) – 3:40
16. "Boombox" (LA Riots Remix) – 3:58
17. "Can't Get You Out of My Head" (Greg Kurstin Mix) – 4:06
18. "Butterfly" [Mark Picchiotti Sandstorm Dub) – 9:03

Disco 2
1. "Can't Get You Out of My Head"
2. "Spinning Around"
3. "Wow"
4. "Love at First Sight"
5. "Slow"
6. "Come Into my World" (Radio Mix)
7. "Red Blooded Woman"
8. "I Believe in You"
9. "In Your Eyes"
10. "2 Hearts"
11. "On a Night Like This"
12. "Giving You Up"
13. "In My Arms"
14. "The One"
15. "Your Disco Needs You"

## Posiciones en listas
| Estadísticas (2008)               | Posición máxima |
| --------------------------------- | --------------- |
| Japan Oricon Albums Chart         | 146             |
| Estadísticas (2009)               | Posición máxima |
| UK Dance Albums Chart             | 2               |
| UK Albums Chart                   | 28              |
| Greece Albums Chart               | 31              |
| Greece International Albums Chart | 9               |
| Czech Rep. Albums Chart           | 43              |
| Canadian Album Chart              | 124             |
| France Album Chart                | 180             |
| US Electronic Album Chart         | 10              |
| Polish Albums Chart               | 32              |
| Argentinian Album Chart           | 9               |
| ARIA Australian Albums Chart      | 72              |

## Historial de lanzamientos
- Japón: 17 de diciembre de 2008
- Europa: 2 de enero de 2009
- RU, México: 5 de enero de 2009
- Suecia: 7 de enero de 2009
- Taiwán: 9 de enero de 2009
- Canadá: 13 de enero de 2009
- Estados Unidos: 27 de enero de 2009
- Italia: 6 de febrero de 2009
- Australia: 28 de febrero de 2009
- Argentina: 3 de marzo de 2009